# Klára Koukalová
Klára Koukalová, v letech 2006–2014 hrající pod příjmením Zakopalová, (* 24. února 1982 Praha) je bývalá česká profesionální tenistka a televizní komentátorka. Ve své kariéře na okruhu WTA Tour vyhrála tři turnaje ve dvouhře a čtyři ve čtyřhře. V rámci okruhu ITF získala sedm singlových titulů. Domovským oddílem byl Tenisový klub Sparta Praha.
Na žebříčku WTA byla ve dvouhře nejvýše klasifikována v dubnu 2013 na 20. místě a ve čtyřhře pak v květnu 2014 na 31. místě. Trénoval ji Igor Brukner.
V českém fedcupovém týmu debutovala v roce 2002 prvním kolem Světové skupiny proti Chorvatsku, v němž vyhrála třetí dvouhru s Ivou Majoliovou. Češky však odešly poraženy 2:3 na zápasy. Ve Fed Cupu 2014 byla členkou vítězného týmu. V semifinále Světové skupiny 2014 proti Itálii odehrála poslední zápas, když s Hlaváčkovou vyhrály závěrečného debla nad Knappovou a Giorgiovou až poměrem gemů 11–9 v rozhodující sadě. V soutěži celkem nastoupila k devíti mezistátním utkáním s bilancí 8–5 ve dvouhře a 2–0 ve čtyřhře.
Česko reprezentovala na athénských Letních olympijských hrách 2004, pekingských Hrách XXIX. olympiády a Letní olympiádě 2012 v Londýně. V soutěžích dvouhry nikdy nepřešla úvodní kolo. Poprvé nestačila na Bulharku Magdalenu Malejevovou, podruhé na Španělku Nurii Llagostera Vivesovou a potřetí na Italku Francescu Schiavoneovou.

## Soukromý život
Za plzeňského fotbalového obránce Jana Zakopala se vdala 6. června 2006 na pražském Petříně. Rozvod následoval v lednu 2014. Mezi červnem 2006 a březnem 2014 užívala jméno Klára Zakopalová. Druhý sňatek uzavřela v roce 2018 s televizním moderátorem Petrem Suchoněm.
Profesionální tenisovou kariéru ukončila 26. září 2016. Ve zdůvodnění uvedla, že jí tenis už nepřinášel radost. Následně začala v televizi O2 komentovat tenisové turnaje.

## Tenisová kariéra

### Raná fáze

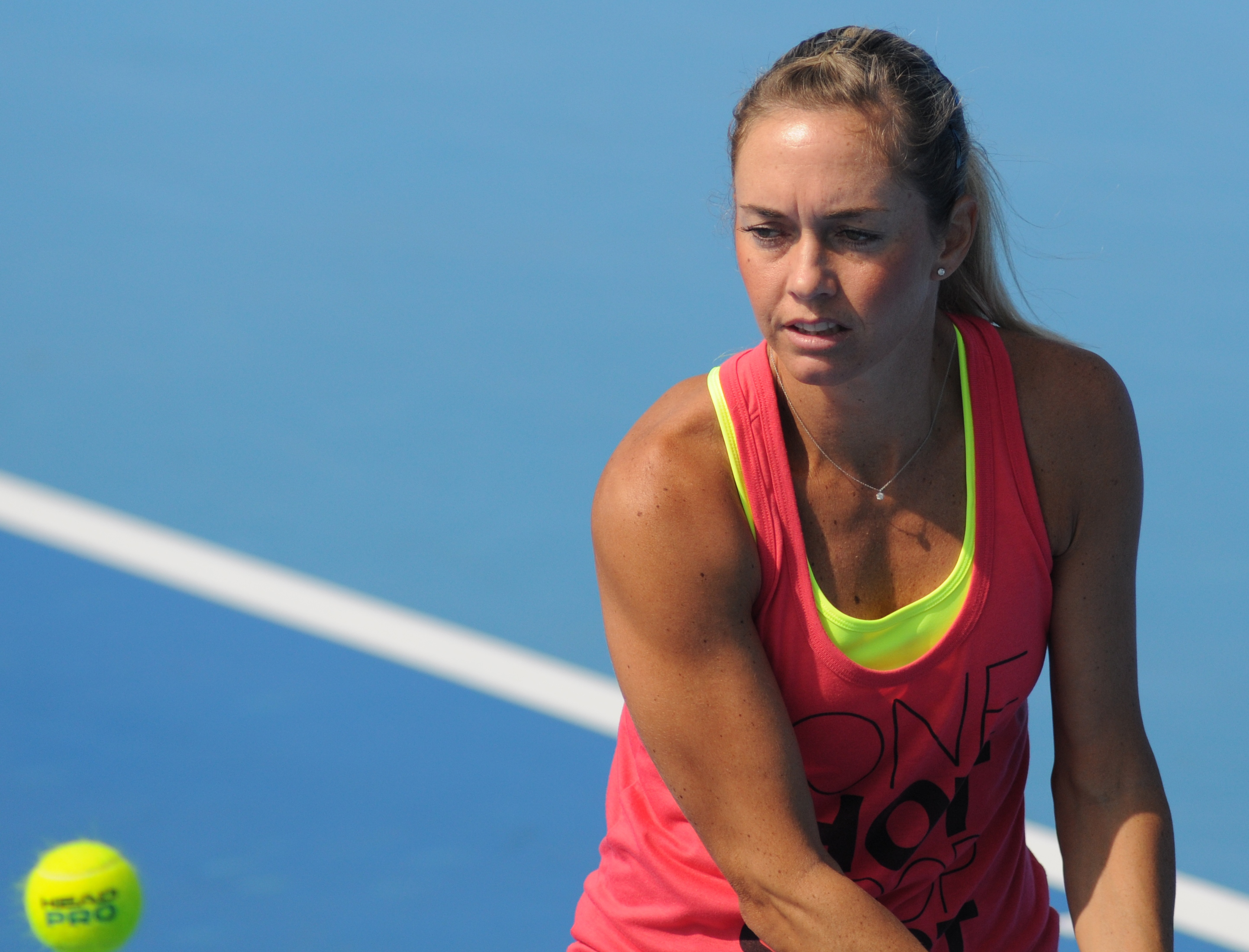
Trénink na China Open 2014

Debutové finále ve čtyřhře přišlo na okruhu WTA Tour během roku 2001, a to na québeckém Bell Challenge, kde společně s krajankou Alenou Vaškovou prohrály rozhodující zápas o titul s americko-italským párem Samantha Reevesová a Adriana Serraová Zanettiová. Na deblovou výhru pak čekala dalších osm let, než v červenci 2009 zvítězila na portorožském Banka Koper Slovenia Open, kde nastoupila spolu s Francouzkou Camillou Pinovou.
Premiérové finále na okruhu WTA odehrála v květnu 2001 na antverpském turnaji, kde nestačila na Němku Barbaru Rittnerovou. Ve dvouhře pak následovaly další čtyři finálové nezdary, než uspěla na šestý pokus a připsala si první výhru.

### 2005–2006
První dva singlové tituly na okruhu WTA Tour získala v sezóně 2005. Nejdříve vyhrála červnový turnaj Ordina Open na trávě v nizozemském Rosmalenu, když ve finále porazila krajanku Lucii Šafářovou ve třech setech. Jednalo se o druhé finále na této události v řadě. V předchozím roce zde nestačila na Francouzku Mary Pierceovou. V září 2005 pak přidala druhý triumf z premiérového ročníku slovinského turnaje Banka Koper Slovenia Open konaného v Portoroži na tvrdém povrchu. V boji o titul přehrála domácí Katarinu Srebotnikovou ve třech sadách.
V lednu 2006 vypadla na australském turnaji v Gold Coast ve druhém kole, po porážce od bývalé světové jedničky Martiny Hingisové, která se vrátila k profesionálnímu tenisu. Do úvodního grandslamu Australian Open vstupovala jako 29. nasazená hráčka, ale předpoklady lépe postavené tenistky nepotvrdila, když v úvodní fázi podlehla Rusce Jekatěrině Byčkovové. Danou sezónu na turnajích WTA zaznamenala deset proher již v úvodním kole.

### 2008–2009

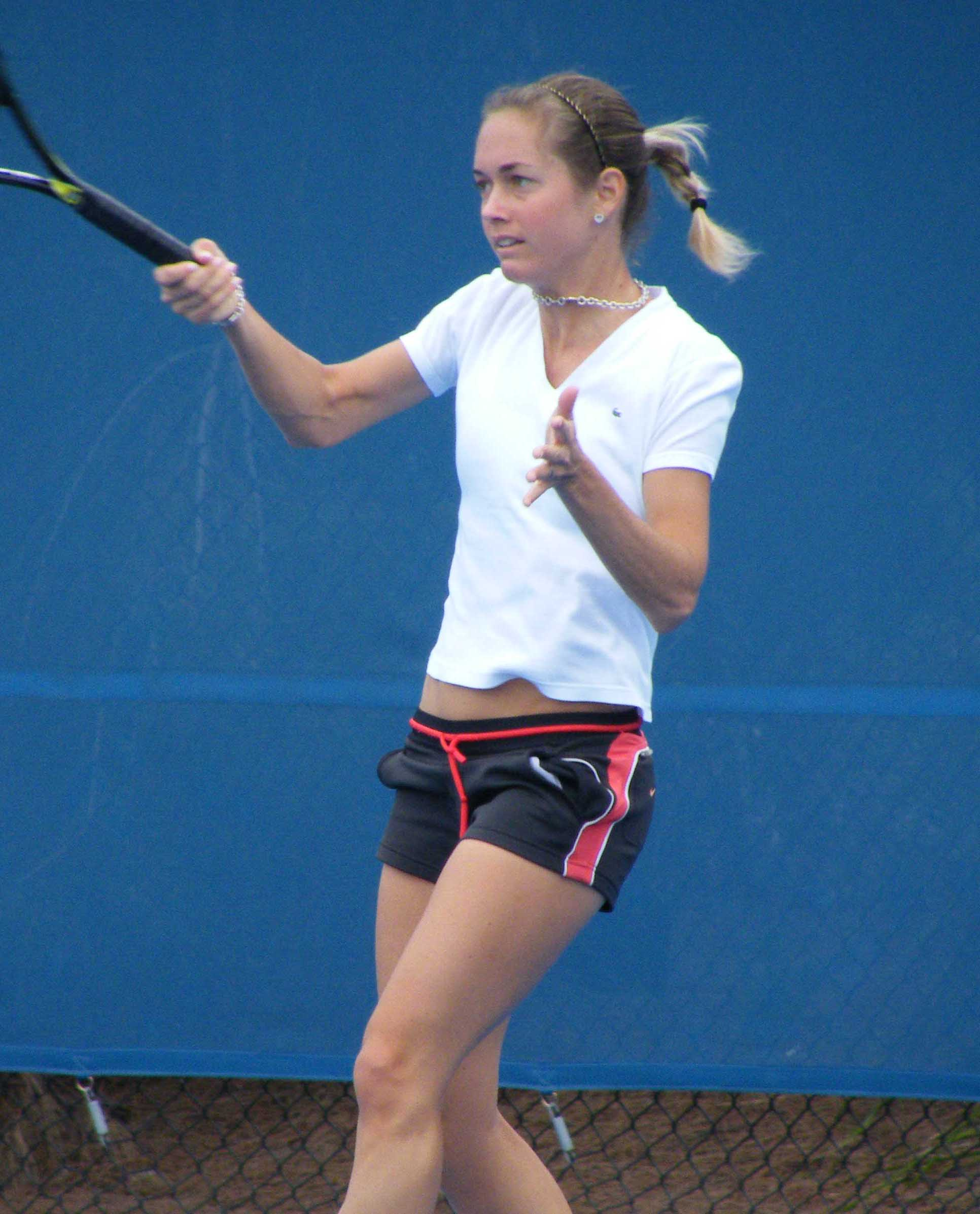
Na International Sydney 2009

Do finále se probojovala v únoru 2008 na jediném ročníku chilského turnaje ve Viña del Mar, kde odešla poražena od nejvýše nasazené Italky Flavie Pennettaové. Za stavu 6–4 a 5–4 na gamy pro Italku, utkání skrečovala pro natažené vazy v kotníku. Následně se odhlásila z bogotské události Copa Colsanitas, kde předchozí rok 2007 dosáhla na čtvrtfinálovou účast.
Na španělském turnaji Andalucia Tennis Experience 2009 v Marbelle si připsala největší výhru dosavadní kariéry, když v úvodním klání porazila světovou jedničku a vítězku deseti grandslamů Serenu Williamsovou ve třech setech. Ve čtvrtfinále však skončila na raketě Španělky Suárezové Navarrové, na kterou uhrála pouhé tři gamy. Williamsová ji porážku oplatila v úvodním kole na antukovém French Open 2009.

### 2010
Triumfu nad hráčkou první pětky žebříčku WTA dosáhla v úvodním kole Mutua Madrileña Madrid Open, kde zvládla tiebreakové koncovky obou sad proti Rusce Dinaře Safinové. V první fázi turnaje Polsat Warsaw Open zaznamenala obrat v utkání. Po prohrané úvodní sad s nasazenou čtyřkou a světovou čtrnáctkou Francouzkou Marion Bartoliovou, dokázala zápas otočit a další dva sety hladce vyhrát. Poté však podlehla Maďarce Grétě Arnové, jíž patřilo až 205. místo na žebříčku.
Ve Wimbledonu postoupila poprvé v kariéře do čtvrtého kola na grandslamu. Na cestě do osmifinále porazila turnajovou osmnáctku Francouzku Aravane Rezaïovou a nasazenou desítku Flavii Pennettaovou. V něm pak skončila na raketě kvalifikantce Kaie Kanepiové z Estonska.
Na premiérovém ročníku e-Boks Danish Open podlehla až ve finále třetí hráčce světa Dánce Caroline Wozniacké. Předtím postupně porazila de los Ríosovou, Malekovou, Cîrsteaovou a Li Na. Na dalších čtyřech turnajích sezóny ji zastihl pokles formy, když se do druhého kola probojovala pouze na rakouském Generali Ladies Linz, kde ji stopku vystavila Švýcarka Patty Schnyderová poté, co získala jen dva gemy.

### 2011
Sezónu zahájila na australském kontinentu účastí na Moorilla Hobart International poté, co se předtím odhlásila z události Brisbane International. V Hobartu zdolala mezi posledními osmi nejvýše nasazenou Francouzku Marion Bartoliovou, aby v semifinále vypadla se svou deblovou spoluhráčkou Jarmilou Grothovou.

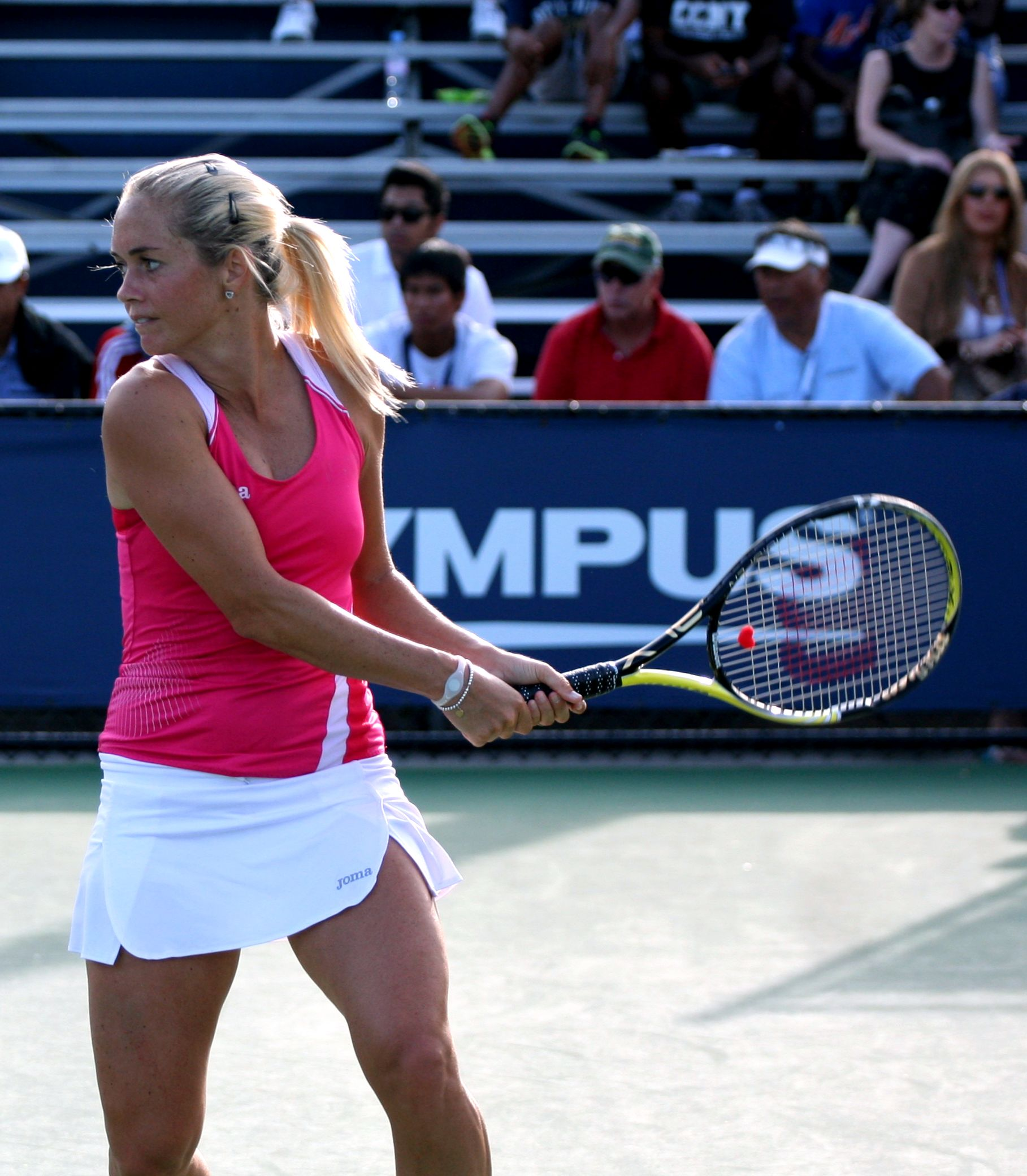
Na US Open 2011

Na úvodním grandslamu Australian Open přehrála v první fázi Američanku Melanie Oudinovou ve třech setech, ale ve druhém dějství zůstala na raketě krajanky Šafářové. Výhra v úvodním kole pro ni představovala první vyhraný zápas v Melbourne Parku první od roku 2003.
 
Do pařížského French Open vstupovala jako 31. hráčka. Byla tak na grandslamu poprvé nasazená od sezóny 2006. Nepřešla však úvodní kolo, když vypadla z tchajwanskou kvalifikantkou Čan Jung-žan. Poté odcestovala do Kodaně obhajovat finálovou účast na e-Boks Danish Open, kde jako turnajová dvojka opět vypadla v prvním kole. Její přemožitelkou se stala Němka Kathrin Wörleová.
V přípravě na třetí grandslam sezóny si připsala premiérový titul kariéry ve čtyřhře, když na nizozemském UNICEF Open hraném na trávě spolu s Barborou Záhlavovou-Strýcovou vyhrály finále až v supertiebreaku 10–7 nad slovensko-italským párem Dominika Cibulková a Flavia Pennettaová.
Ve Wimbledonu přehrála jako nenasazená nejdříve Britku Emily Webley-Smithovou startující na divokou kartu, a poté oplatila porážku turnajové jednatřicítce Šafářové. Ve třetí fázi ji zastavila pozdější finalistka turnaje Maria Šarapovová.
Na budapešťském Poli-Farbe Grand Prix se probojovala do semifinále, v němž ji zdolala vítězka turnaje Roberta Vinciová a následně zaznamenala ještě čtvrtfinálovou účast na Internazionali Femminili di Tennis Palermo, kde se její přemožitelkou stala Slovinka Polona Hercogová.

### 2012

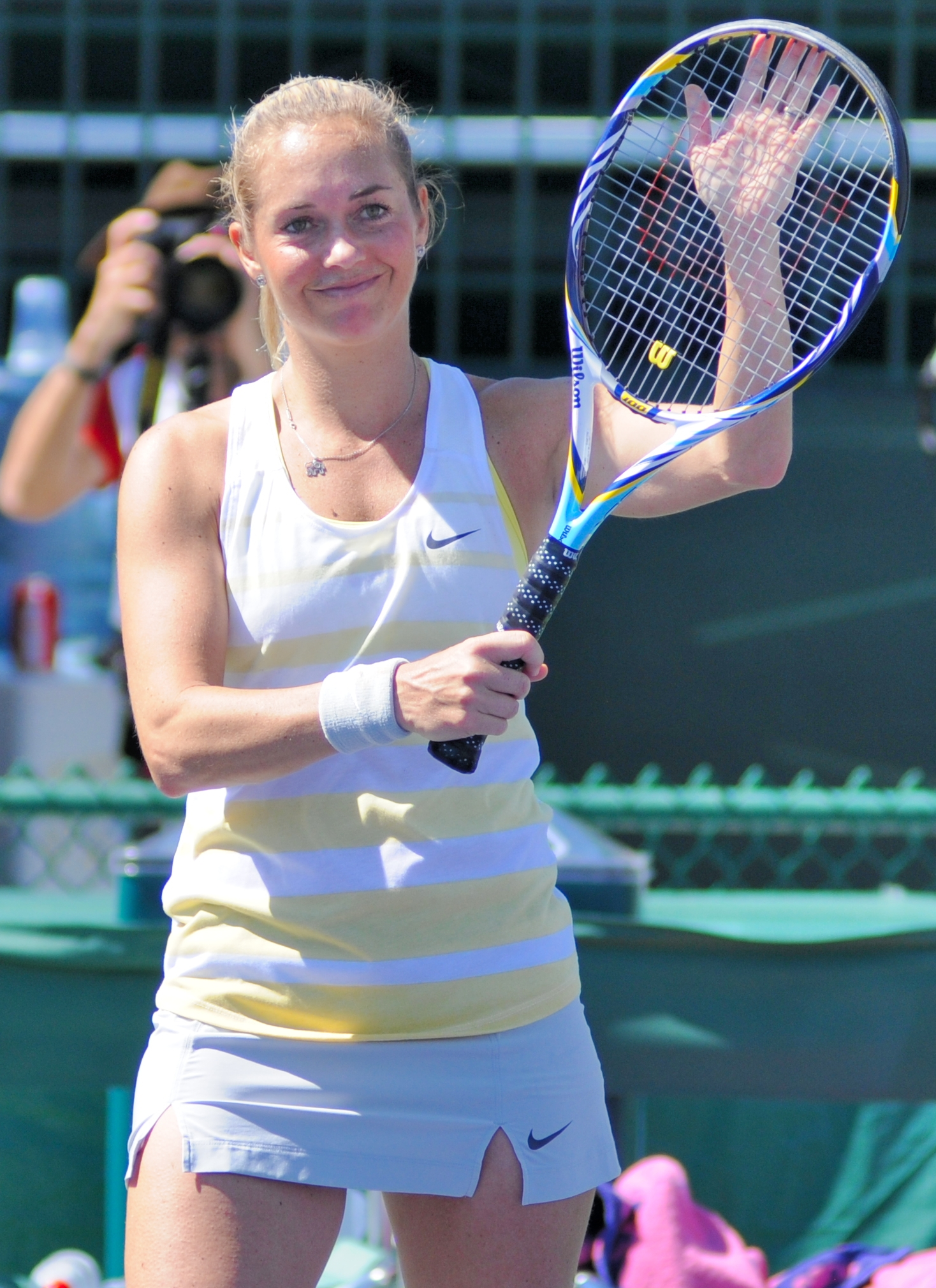
Během Indian Wells Masters 2013

Tradičně úvodní australskou část sezóny zahájila třemi prohrami v prvních kolech. Nejdříve podlehla na Brisbane International až 154. hráčce světa Nině Bratčikovové, poté na Hobart International Rumunce Simoně Halepové a nakonec na melbournském grandslamu Australian Open patnácté nasazené Anastasii Pavljučenkovové.
Po návratu do Evropy zaznamenala vzestup formy, když se probojovala do semifinále turnaje kategorie Premier, a to pařížském Open GDF Suez, kde si připsala 200 bodů a 30 500 dolarů. V osmifinále zdolala Bulharku Pironkovovou a ve čtvrtfinále šestou nasazenou Görgesovou. Mezi posledními čtyřmi nestačila na francouzskou dvojku turnaje Bartoliovou.
Na americké části sezóny vyhrála tři kola v Indian Wells, kde přešla přes devatenáctku Hantuchovou a devítku Zvonarevovou, než skončila v osmifinále na raketě Li Na. Následovala vyřazení v úvodních či druhých kolech, až na květnovém turnaji ITF Sparta Prague Open v rodné Praze dosáhla na finálovou účast. V boji o titul jako druhá nasazená podlehla turnajové jedničce Lucii Šafářové ve dvou sadách.
Na antukovém French Open se podruhé v kariéře probojovala do osmifinále dvouhry, když ve druhé fázi vyřadila turnajovou šestnáctku Kirilenkovou a ve třetí pak dvacet dvojku Pavljučenkovovou, jíž oplatila prohru z lednového Austraian Open. Ve čtvrtém kole nestačila po třísetové bitvě na další Rusku, světovou dvojku a pozdější vítězku Marii Šarapovovou.

### 2013
Sezónu zahájila jako nasazená pětka na premiérovém ročníku turnaje Shenzhen Open hraném v čínském Šen-čenu, kde ve finále podlehla čínské turnajové jedničce a světové sedmičce Li Na po třísetovém průběhu.

## Finále na okruhu WTA Tour
| Legenda                                          |
| ------------------------------------------------ |
| D – dvouhra; Č – čtyřhra                         |
| Grand Slam (0–0)                                 |
| Turnaj mistryň (0–0)                             |
| Tier I / Premier Mandatory & Premier 5 (0–0)     |
| Tier II / Premier (0–2 Č)                        |
| Tier III, IV & V / International (3–12 D; 4–4 Č) |

### Dvouhra: 15 (3–12)
| Stav       | č.  | datum             | turnaj                       | povrch | soupeřka ve finále         | výsledek      |
| ---------- | --- | ----------------- | ---------------------------- | ------ | -------------------------- | ------------- |
| Finalistka | 1.  | 14. května 2001   | Antverpy, Belgie             | antuka | Barbara Rittnerová         | 3–6, 2–6      |
| Finalistka | 2.  | 8. července 2002  | Casablanca, Maroko           | antuka | Patricia Wartuschová       | 7–5, 3–6, 3–6 |
| Finalistka | 3.  | 28. července 2003 | Sopoty, Polsko               | antuka | Anna Smašnovová            | 2–6, 0–6      |
| Finalistka | 4.  | 14. června 2004   | ‘s-Hertogenbosch, Nizozemsko | tráva  | Mary Pierceová             | 6–7(6–8), 2–6 |
| Finalistka | 5.  | 9. srpna 2004     | Sopoty, Polsko               | antuka | Flavia Pennettaová         | 5–7, 6–3, 3–6 |
| Vítězka    | 1.  | 13. června 2005   | ‘s-Hertogenbosch, Nizozemsko | tráva  | Lucie Šafářová             | 3–6, 6–2, 6–2 |
| Finalistka | 6.  | 18. července 2005 | Palermo, Itálie              | antuka | Anabel Medina Garriguesová | 4–6, 0–6      |
| Vítězka    | 2.  | 19. září 2005     | Portorož, Slovinsko          | antuka | Katarina Srebotniková      | 6–2, 4–6, 6–3 |
| Finalistka | 7.  | 11. února 2008    | Viña del Mar, Chile          | antuka | Flavia Pennettaová         | 4–6, 4–5skreč |
| Finalistka | 8.  | 8. srpna 2010     | Kodaň, Dánsko                | tvrdý  | Caroline Wozniacká         | 2–6, (5–7)    |
| Finalistka | 9.  | 26. září 2010     | Soul, Jižní Korea            | tvrdý  | Alisa Klejbanovová         | 1–6, 3–6      |
| Finalistka | 10. | 5. ledna 2013     | Šen-čen, Čína                | tvrdý  | Li Na                      | 3–6, 6–1, 5–7 |
| Finalistka | 11. | 11. ledna 2014    | Hobart, Austrálie            | tvrdý  | Garbiñe Muguruzaová        | 4–6, 0–6      |
| Finalistka | 12. | 23. února 2014    | Rio de Janeiro, Brazílie     | antuka | Kurumi Naraová             | 1–6, 6–4, 1-6 |
| Vítězka    | 3.  | 1. března 2014    | Florianopolis, Brazílie      | tvrdý  | Garbiñe Muguruzaová        | 4–6, 7–5, 6-0 |

### Čtyřhra: 10 (4–6)
| Stav       | č. | datum             | turnaj                       | povrch    | spoluhráčka                | soupeřky ve finále                          | výsledek              |
| ---------- | -- | ----------------- | ---------------------------- | --------- | -------------------------- | ------------------------------------------- | --------------------- |
| Finalistka | 1. | 17. září 2001     | Québec, Kanada               | hala      | Alena Vašková              | Samantha Reevesová Adriana Serra Zanettiová | 5–7, 6–4, 3–6         |
| Finalistka | 2. | 25. července 2009 | Portorož, Slovinsko          | tvrdý     | Camille Pinová             | Julia Görgesová Vladimíra Uhlířová          | 4–6, 2–6              |
| Finalistka | 3. | 24. října 2009    | Moskva, Rusko                | tvrdý     | Marija Kondratěvová        | Maria Kirilenková Naděžda Petrovová         | 2–6, 2–6              |
| Vítězka    | 1. | 18. června 2011   | 's-Hertogenbosch, Nizozemsko | tráva     | Barbora Záhlavová-Strýcová | Dominika Cibulková Flavia Pennettaová       | 1–6, 6–4, [10–7]      |
| Finalistka | 4. | 16. července 2011 | Palermo, Itálie              | antuka    | Andrea Hlaváčková          | Sara Erraniová Roberta Vinciová             | 5–7, 1–6              |
| Finalistka | 5. | 22. června 2013   | Eastbourne, Velká Británie   | tráva     | Monica Niculescuová        | Naděžda Petrovová Katarina Srebotniková     | 3–6, 3–6              |
| Vítězka    | 2. | 21. července 2013 | Bastad, Švédsko              | antuka    | Anabel Medina Garriguesová | Flavia Pennettaová Alexandra Dulgheruová    | 6–1, 6–4              |
| Vítězka    | 3. | 4. ledna 2014     | Šen-čen, Čína                | tvrdý     | Monica Niculescuová        | Ljudmyla Kičenoková Nadija Kičenoková       | 6–3, 6–4              |
| Vítězka    | 4. | 11. ledna 2014    | Hobart, Austrálie            | tvrdý     | Monica Niculescuová        | Lisa Raymondová Čang Šuaj                   | 6–2, 6–7(5–7), [10–8] |
| Finalistka | 6. | 13. dubna 2014    | Katovice, Polsko             | tvrdý (h) | Monica Niculescuová        | Julia Bejgelzimerová Olga Savčuková         | 4–6, 7–5, [7–10]      |

## Chronologie výsledků na velkých turnajích

### Dvouhra
| Turnaj                | 2001                   | 2002                   | 2003                   | 2004                   | 2005                   | 2006                   | 2007                   | 2008                   | 2009        | 2010        | 2011        | 2012      | 2013        | 2014        | 2015        | 2016    | V–L   |
| --------------------- | ---------------------- | ---------------------- | ---------------------- | ---------------------- | ---------------------- | ---------------------- | ---------------------- | ---------------------- | ----------- | ----------- | ----------- | --------- | ----------- | ----------- | ----------- | ------- | ----- |
| Grand Slam            |                        |                        |                        |                        |                        |                        |                        |                        |             |             |             |           |             |             |             |         |       |
| Australian Open       | Q1                     | Q2                     | 3. kolo                | 1. kolo                | 2. kolo                | 1. kolo                | 1. kolo                | 1. kolo                | 1. kolo     | 1. kolo     | 2. kolo     | 1. kolo   | 2. kolo     | 1. kolo     | 2. kolo     | 1. kolo | 6–14  |
| French Open           | Q2                     | Q1                     | 1. kolo                | 2. kolo                | 2. kolo                | 1. kolo                | A                      | 2. kolo                | 1. kolo     | 2. kolo     | 1. kolo     | 4. kolo   | 1. kolo     | 1. kolo     | 1. kolo     | Q3      | 7–12  |
| Wimbledon             | Q2                     | Q1                     | 1. kolo                | 2. kolo                | 1. kolo                | 1. kolo                | A                      | 1. kolo                | 1. kolo     | 4. kolo     | 3. kolo     | 3. kolo   | 3. kolo     | 2. kolo     | 1. kolo     | Q1      | 11–12 |
| US Open               | Q1                     | Q1                     | 1. kolo                | 1. kolo                | 1. kolo                | 1. kolo                | 1. kolo                | 1. kolo                | Q3          | 1. kolo     | 1. kolo     | 1. kolo   | 1. kolo     | 1. kolo     | 1. kolo     | A       | 0–12  |
| výhry–prohry          | 0–0                    | 0–0                    | 3–4                    | 2–4                    | 2–4                    | 0–4                    | 0–2                    | 1–4                    | 0–3         | 4–4         | 3–4         | 5–4       | 3–4         | 1–4         | 1–4         | 0–1     | 24–50 |
| Olympijské hry        |                        |                        |                        |                        |                        |                        |                        |                        |             |             |             |           |             |             |             |         |       |
| Letní olympiáda       | nekonala se            | nekonala se            | nekonala se            | 1. kolo                | nekonala se            | nekonala se            | nekonala se            | 1. kolo                | nekonala se | nekonala se | nekonala se | 1. kolo   | nekonala se | nekonala se | nekonala se | A       | 0–3   |
| WTA Premier Mandatory |                        |                        |                        |                        |                        |                        |                        |                        |             |             |             |           |             |             |             |         |       |
| Indian Wells          | A                      | A                      | A                      | 1. kolo                | A                      | 2. kolo                | A                      | 2. kolo                | 1. kolo     | A           | 1. kolo     | 4. kolo1) | 4. kolo     | 2. kolo     | 2. kolo     | A       | 6–9   |
| Miami                 | A                      | A                      | 1. kolo                | 2. kolo                | 2. kolo                | 3. kolo                | A                      | 1. kolo                | 1. kolo     | A           | 3. kolo     | 1. kolo   | 4. kolo     | 2. kolo     | 1. kolo     | A2)     | 5–11  |
| Madrid                | nekonal se             | nekonal se             | nekonal se             | nekonal se             | nekonal se             | nekonal se             | nekonal se             | nekonal se             | A           | 2. kolo     | 1. kolo     | 2. kolo   | 1. kolo3)   | 1. kolo     | A           | A       | 2–5   |
| Peking                | ne v Premier Mandatory | ne v Premier Mandatory | ne v Premier Mandatory | ne v Premier Mandatory | ne v Premier Mandatory | ne v Premier Mandatory | ne v Premier Mandatory | ne v Premier Mandatory | A           | 1. kolo     | 2. kolo     | A         | 1. kolo     | 1. kolo     | A           | A       | 1–4   |
| výhry–prohry          | 0–0                    | 0–0                    | 0–1                    | 1–2                    | 0–1                    | 1–2                    | 0–0                    | 1–2                    | 0–2         | 1–2         | 2–4         | 3–3       | 4–4         | 0–4         | 1–2         | 0–0     | 14–29 |
| Tituly                | 0                      | 0                      | 0                      | 0                      | 2                      | 0                      | 0                      | 0                      | 0           | 0           | 0           | 0         | 0           | 1           | 0           | 0       | 3     |
| Konečný žebříček      | 138.                   | 120.                   | 62.                    | 46.                    | 36.                    | 125.                   | 62.                    | 75.                    | 95.         | 41.         | 41.         | 28.       | 35.         | 41.         | 106.        | 292.    | —     |

Poznámky
- 1) Věra Zvonarevová odstoupila z BNP Paribas Open 2012 před třetím kolem proti Koukalové.
- 2) Koukalová odstoupila z Miami Open 2016 pro zranění ramena.
- 3) Koukalová skrečovala Marii Kirilenkové v úvodním kole Mutua Madrid Open 2013 pro astmatické potíže.

### Čtyřhra
| Turnaj          | 2005    | 2006    | 2007    | 2008    | 2009    | 2010    | 2011    | 2012    | 2013    | 2014    | 2015    | V–P   |
| --------------- | ------- | ------- | ------- | ------- | ------- | ------- | ------- | ------- | ------- | ------- | ------- | ----- |
| Australian Open | A       | 1. kolo | A       | 2. kolo | 1. kolo | A       | 2. kolo | 1. kolo | 1. kolo | 2. kolo | 1. kolo | 3–8   |
| French Open     | 1. kolo | 1. kolo | A       | 1. kolo | A       | 1. kolo | 2. kolo | 3. kolo | 1. kolo | 2. kolo | 1. kolo | 4–9   |
| Wimbledon       | 1. kolo | 1. kolo | 1. kolo | 1. kolo | A       | 2. kolo | 2. kolo | 1. kolo | 1. kolo | 2. kolo | 1. kolo | 3–10  |
| US Open         | 1. kolo | 1. kolo | 1. kolo | 1. kolo | A       | 2. kolo | 1. kolo | 2. kolo | 1. kolo | 3. kolo | 1. kolo | 4–10  |
| výhry–prohry    | 0–3     | 0–4     | 0–2     | 1–4     | 0–1     | 2–3     | 3–4     | 3–4     | 0–4     | 5–4     | 0–4     | 14–37 |

| Legenda | Legenda                                   | Legenda | Legenda                     |
| ------- | ----------------------------------------- | ------- | --------------------------- |
| SR      | poměr vyhraných turnajů ku všem odehraným | W–L V–P | výhry–prohry                |
| NH      | daný rok se turnaj nekonal                | A       | turnaje se hráč nezúčastnil |
| 1Q / LQ | prohra v (kole) kvalifikace               | 1k / 1R | prohra v daném kole turnaje |
| QF / ČF | prohra ve čtvrtfinále                     | SF      | prohra v semifinále         |
| F       | prohra ve finále                          | Vítěz   | vítězství v turnaji         |

## Postavení na konečném žebříčku WTA

### Dvouhra
| Rok    | 1998 | 1999   | 2000   | 2001   | 2002   | 2003  | 2004  | 2005  | 2006   | 2007  | 2008  | 2009  | 2010  | 2011  | 2012  | 2013  | 2014  |
| Pořadí | 708. | ▲ 479. | ▲ 183. | ▲ 138. | ▲ 120. | ▲ 62. | ▲ 46. | ▲ 36. | ▼ 125. | ▲ 62. | ▼ 75. | ▼ 95. | ▲ 41. | ▬ 41. | ▲ 28. | ▼ 35. | ▼ 41. |

### Čtyřhra
| Rok    | 2001 | 2002   | 2003 | 2004 | 2005   | 2006   | 2007   | 2008   | 2009   | 2010   | 2011  | 2012  | 2013  | 2014  |
| Pořadí | 202. | ▼ 812. | —    | —    | ▼ 836. | ▲ 813. | ▲ 675. | ▲ 223. | ▲ 113. | ▼ 114. | ▲ 52. | ▼ 76. | ▬ 76. | ▲ 37. |